# Приказ № 270
«Об ответственности военнослужащих за сдачу в плен и оставление врагу оружия» — приказ Ставки Верховного Главного Командования Красной армии за № 270, от 16 августа 1941 года, подписанный Председателем ГКО И. В. Сталиным, заместителем председателя В. М. Молотовым, маршалами С. М. Будённым, К. Е. Ворошиловым, С. К. Тимошенко, Б. М. Шапошниковым и генералом армии Г. К. Жуковым. Как и Приказ № 227, полный текст приказа № 270 не публиковался вплоть до приближения краха советской системы и был впервые опубликован лишь в сентябре 1988 года в № 9 «Военно-исторического журнала», имена виновных военачальников и руководимых ими войсковых соединений и целых армий (как в случае со 2-й ударной армией генерала Власова или ЗапОВО генерала Павлова) подверглись забвению на многие десятилетия, даже их беглые упоминания в мемуарах возможны были только с негативной оценкой, как дезертиров и предателей, попытки оправдательной оценки или беспристрастного исследования причин неудач натыкались на военную цензуру, объяснявшую сдачу в плен виновностью сдавшихся, а не некомпетентностью верховного командования или сложившейся неблагоприятной боевой обстановкой на фронте.
Приказ определял, при каких условиях военнослужащие ВС СССР — командиры и политработники Красной армии — должны считаться дезертирами.

Приказываю:
1. Командиров и политработников, во время боя срывающих с себя знаки различия и дезертирующих в тыл или сдающихся в плен врагу, считать злостными дезертирами, семьи которых подлежат аресту как семьи нарушивших присягу и предавших свою Родину дезертиров.
Обязать всех вышестоящих командиров и комиссаров расстреливать на месте подобных дезертиров из начсостава.
2. Попавшим в окружение врага частям и подразделениям самоотверженно сражаться до последней возможности, беречь материальную часть, как зеницу ока, пробиваться к своим по тылам вражеских войск, нанося поражение фашистским собакам.
Обязать каждого военнослужащего, независимо от его служебного положения, потребовать от вышестоящего начальника, если часть его находится в окружении, драться до последней возможности, чтобы пробиться к своим, и если такой начальник или часть красноармейцев вместо организации отпора врагу предпочтут сдаться в плен, — уничтожать их всеми средствами, как наземными, так и воздушными, а семьи сдавшихся в плен красноармейцев лишать государственного [c.239] пособия и помощи.
3. Обязать командиров и комиссаров дивизий немедля смещать с постов командиров батальонов и полков, прячущихся в щелях во время боя и боящихся руководить ходом боя на поле сражения, снижать их по должности как самозванцев, переводить в рядовые, а при необходимости расстреливать их на месте, выдвигая на их место смелых и мужественных людей из младшего начсостава или из рядов отличившихся красноармейцев.
Приказ прочесть во всех ротах, эскадронах, батареях, эскадрильях, командах и штабах.
— 
Согласно этому приказу, каждый командир или политработник был обязан сражаться до последней возможности, даже если войсковое соединение было окружено силами противника; запрещалось сдаваться в плен врагу. Нарушители могли быть расстреляны на месте; при этом они признавались дезертирами, а их семьи подлежали аресту и лишались всех государственных пособий и поддержки.
В приказе были объявлены дезертирами генерал-лейтенант В. Я. Качалов (погибший при прорыве из окружения), генерал-майор П. Г. Понеделин и генерал-майор Н. К. Кириллов, попавшие в немецкий плен в августе 1941 года (за несколько дней до выхода приказа), освобождённые из плена в 1945 и расстрелянные в 1950 году. Все они были реабилитированы только в 1950-х годах, после смерти Сталина.